# Jayson Wells
Jayson Donald Edward Wells (Cleveland, 22 dicembre 1976) è un ex cestista statunitense, professionista in Europa, Asia e Sudamerica.

## Carriera
Ha frequentato la Indiana State University dal 1996 al 1998. Con la squadra universitaria di basket, i Sycamores, Wells ha disputato 28 gare con 11 punti a partita nella prima stagione e 27 con 17 durante la seconda.
Dopo la laurea, ha esordito in Europa a Stoccolma, per poi trasferirsi in Israele e Finlandia.
Ha preso parte alla Coppa Korać nel 2002 con lo Stadt Sport Braunschweig e all'Eurocoppa con l'Ironi Nahariya.
Si è sposato con Angel Salako il 29 marzo 2007 all'interno del PalaFantozzi subito dopo l'incontro tra Upea Capo d'Orlando e Lottomatica Roma. Le nozze sono state officiate dal sindaco Roberto Sindoni, presidente della società siciliana.

## Statistiche

### Presenze e punti nei club
Statistiche aggiornate al 30 giugno 2008
| Stagione        | Squadra                   | Competizione | Partite | Partite | Partite | Statistiche tiro | Statistiche tiro | Statistiche tiro | Altre statistiche | Altre statistiche | Altre statistiche | Altre statistiche | Altre statistiche |
| Stagione        | Squadra                   | Competizione | Pres.   | Titol.  | Minuti  | Tiri da 2        | Tiri da 3        | Liberi           | Rimb.             | Assist            | Rubate            | Stopp.            | Punti             |
| --------------- | ------------------------- | ------------ | ------- | ------- | ------- | ---------------- | ---------------- | ---------------- | ----------------- | ----------------- | ----------------- | ----------------- | ----------------- |
| 1998-1999       | Stoccolma                 | Ligan        |         |         |         |                  |                  |                  |                   |                   |                   |                   |                   |
| 1999-2000       | Maccabi Ra'anana          | Ligat ha'Al  |         |         |         |                  |                  |                  |                   |                   |                   |                   |                   |
| 1999-2000       | Piiloset                  | Korisliiga   |         |         |         |                  |                  |                  |                   |                   |                   |                   |                   |
| 2000-2001       | Canberra Gunners          | NBL          |         |         |         |                  |                  |                  |                   |                   |                   |                   |                   |
| 2001-2002       | Stadt Sport Braunschweig  | BB           |         |         |         |                  |                  |                  |                   |                   |                   |                   |                   |
| 2001-2002       | Cairns Taipans            | NBL          |         |         |         |                  |                  |                  |                   |                   |                   |                   |                   |
| 2003-2004       | Hapoel Haifa              | Ligat ha'Al  |         |         |         |                  |                  |                  |                   |                   |                   |                   |                   |
| 2004-2005       | Pennsylvania Valley Dawgs | USBL         |         |         |         |                  |                  |                  |                   |                   |                   |                   |                   |
| 2004-2005       | Ulsan Phoebus             | KBL          |         |         |         |                  |                  |                  |                   |                   |                   |                   |                   |
| 2004-2005       | Hapoel Gerusalemme        | Ligat ha'Al  |         |         |         |                  |                  |                  |                   |                   |                   |                   |                   |
| 2005-2006       | Ironi Iscar Nahariya      | Ligat ha'Al  |         |         |         |                  |                  |                  |                   |                   |                   |                   |                   |
| 2006-2007       | Upea Capo d'Orlando       | Serie A      | 33      | 29      | 1053    | 154/246          | 30/87            | 55/88            | 215               | 38                | 37                | 2                 | 453               |
| 2007-2008       | Den Bosch                 | Eredivisie   |         |         |         |                  |                  |                  |                   |                   |                   |                   |                   |
| gen. '08-'08    | Hapoel Gerusalemme        | Ligat ha'Al  | 15      |         | 188     | 30/38            | 4/11             | 19/24            | 27                | 4                 | 6                 | 2                 | 91                |
| Totale carriera |                           |              |         |         |         |                  |                  |                  |                   |                   |                   |                   |                   |

## Palmarès
- Finnish-Swedish League Championship: 1

Stoccolma: 1999
- Coppa di Finlandia: 1

Turun NMKY: 2000
- USBL Championship: 1

Pennsylvania Valley Dawgs: 2004
- Coppa di Israele: 1

Hapoel Gerusalemme: 2007-2008